# Windhof Weilburg
Koordinaten: 50° 29′ 9,8″ N, 8° 17′ 3,5″ O

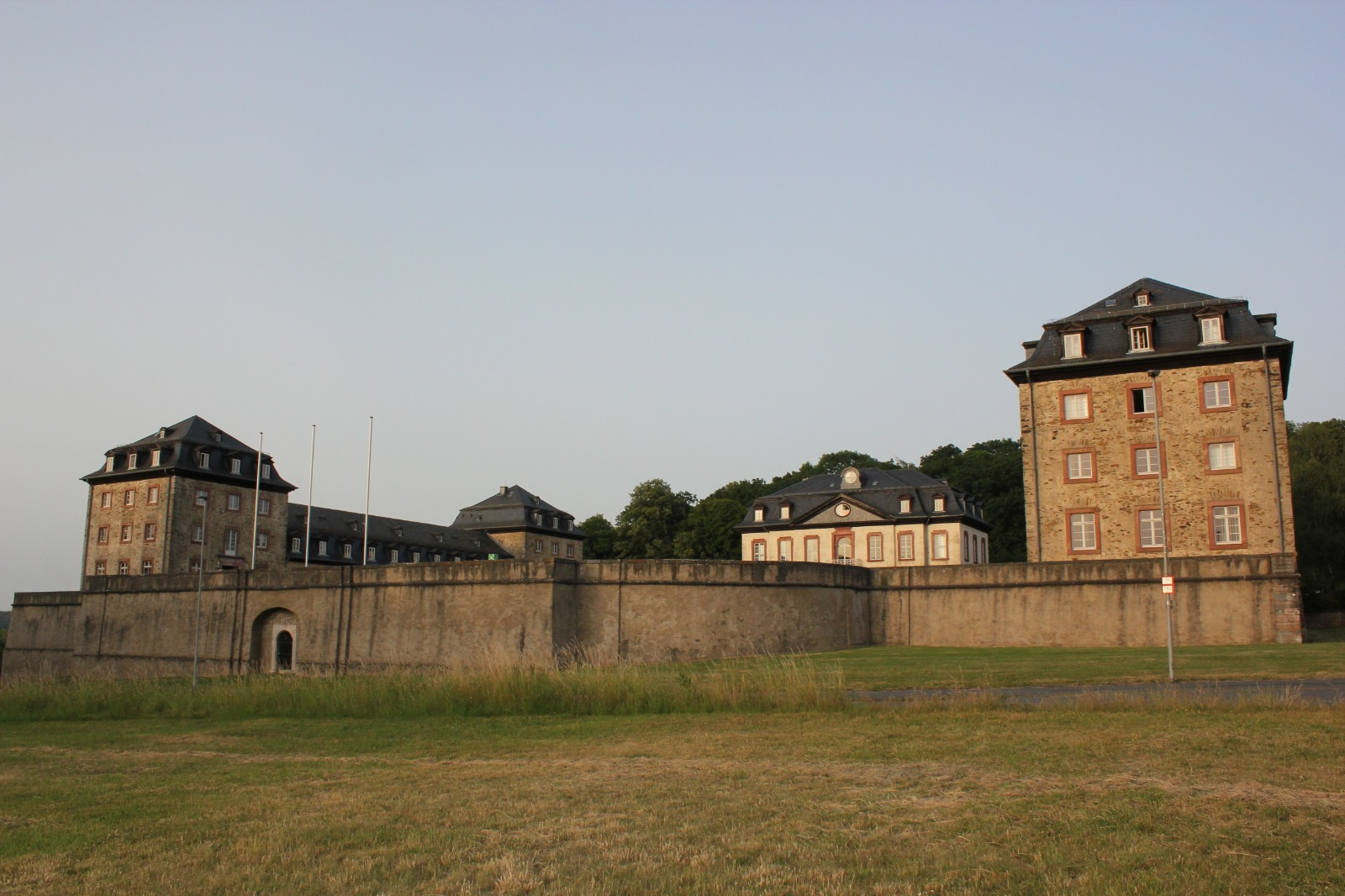
Der Windhof

Der Windhof oder auch Jagdschloss Weilburg genannt, prägt noch heute das Stadtbild von Weilburg an der Lahn. Bereits im Jahr 1327 wurde in der Nähe seines Standortes ein Hofgut namens „Wynthusin“ erwähnt. Der Hof war bis zum Umbau von Graf Johann-Ernst zu Nassau-Weilburg an diverse Pächter vergeben. Dabei entstand aus dem Hofgut 1713 ein Jagd- und Lustschloss.

## Ersterwähnung und Namensgebung
Im Jahr 1327 wird in der Nähe des heutigen Windhofs Weilburg ein Hofgut mit dem Namen „Wynthusin“ erwähnt. In schriftlichen Unterlagen sind zudem folgende Bezeichnungen zu finden: Winthusen, Windhusen, Wymtusin sowie Winthausen. Die noch heute verwendete Bezeichnung „Windhof“ ist ab dem Jahr 1671 aufzufinden. Lediglich diese Benennung wurde ab der zweiten Hälfte des 18. Jahrhunderts verwendet.
Die Namensgebung entstand vermutlich aufgrund der höheren Position sowie der freien Hochfläche der gesamten Anlage, die ungeschützt jeglichen Stürmen ausgesetzt ist.

## Hofgut vor 1713
In der ersten Hälfte des 14. Jahrhunderts sind schriftliche Aufzeichnungen eines Hofguts der Weilburger Bürger Eckel und seiner Frau Gele festgehalten worden, die sehr wahrscheinlich das Gut ebenfalls errichtet haben. Der Standort unterscheidet sich mit dem des heutigen Windhofs Weilburg und befand sich weiter östlich. Es ist anzunehmen, dass sich dieses Grundstück im nordöstlichen Wald befand, welches als Irrgarten zusammen mit dem Bau des Schlosses angelegt wurde. Das selbstständige und landwirtschaftliche Anwesen gehörte vermutlich vor 1714 zur Gemeinde Ahausen. Das Grundstück allerdings befand sich bis zu seinen Neubauten im Besitz des Bistums Worms und der Greifenklau von Vollraths. Bereits im Jahr 1349 verkauft Heyne, vermutlich der Sohn des Bürgers Eckel, den Hof sowie das zugehörige Gut dem Weilburger Burgmann Junker Dietrich von Goldhausen. Danach folgen weitere meist Weilburger Pächter, welche ebenfalls dort wohnten. Im Jahr 1369 wird das landwirtschaftliche Anwesen an Graf Johann I. von Nassau und seiner Frau Johanna von Merenberg verkauft. Ab diesem Punkt wurde der Hof sowie das zugehörige Landgut von der Grafschaft Weilburg-Nassau bewirtschaftet. Hierzu gehörte ebenfalls der Hof Wehrholz, die Weinberge im Schellhof sowie im Haingarten, die Wiesen im Panstiel als auch in Selters und der Viehhof beim Schloss. Auf dem Hofgut selbst befand sich die Schäferei sowie die Wohnung des Schäfers. Die Schäferei wurde ein zentraler Punkt des Hofgutes. Ab 1540 wurde ein Knecht als Hofmann auf dem Windhof eingesetzt, der ebenfalls dort wohnte. Die Nutzung des Windhofes variierte im Laufe der Jahre zwischen gräflicher Bewirtschaftung durch Hofmann und Verpachtung.  Um 1713 begann Graf Johann Ernst zu Nassau-Weilburg mit der Umgestaltung, welches erst mit der Regentschaft von Fürst Karl August zu Nassau-Weilburg beendet wurde.

## Jagd- und Lustschloss
Umgestaltung von Graf Johann Ernst
Gedacht war es als fürstliche Sommerresidenz sowie als Lustschloss der höfischen Gesellschaft. Der Windhof sollte, ähnlich wie die Schlossanlage der Stadt Weilburg im barocken Stil umgestaltet werden. Zudem war für den Grafen Johann-Ernst wichtig, dass das Schloss in gerader Linie zum Schloss Weilburg steht, um es von dort aus sehen zu können. Dies wurde durch die Einrichtung der Mittelachse des Windhofes auf die Schlosskirche Weilburg erreicht. Diese Sicht ist derzeit aufgrund des Baumwuchses versperrt.
Das neue Jagd- und Lustschloss entstand überwiegend zwischen den Jahren 1713 und 1718. Der ausführende Architekt war Julius Ludwig Rothweil. Im Jahr 1713 wurde mit der Sicherung der Wasserversorgung begonnen. Hierbei wurde Wasser aus der Quelle des Birkenkopfes nördlich von Weilburg-Kubach verwendet. Das Wasser wurde in einem Brunnenhäuschen gesammelt und anschließend mit einer hölzernen Wasserleitung etwa drei Kilometer zum Windhof geführt. Ab 1714 begannen die Arbeiten an Keller sowie der beiden Seitenflügel und der vier Pavillonbauten und ab dem Jahr 1716 wurde das Mauerwerk hochgezogen. Zudem wurde 1716 die Gesims- und Deckenbalken, der Weiher und Entenlogis gefertigt. Im darauffolgenden Jahr 1717 wurde der Innenausbau durchgeführt.  Bis 1718 waren somit die Seitenflügel und die Innenhofanlage fertiggestellt. Das Hauptgebäude wurde zwar bereits 1716 begonnen, allerdings bis zum Tod von Graf Johan Ernst 1719 nicht beendet. Sein Sohn Fürst Karl August (Nassau-Weilburg) minderte die Ausgaben der Baumaßnahmen und entließ den Baumeister Rothweil. Diese Maßnahmen führten zu einem Stopp der Umgestaltung. Erst im Jahr 1722 wurden die Arbeiten wieder aufgenommen, welche im Jahr 1726 beendet wurden. Zwischen den Jahren 1723 und 1726 wurde eine Teichanlage hinzugefügt, indessen mittig in Form einer Insel ein türkisches Lusthaus befand. In diesem Lusthaus standen sechs gerade und vier runde Betten. Dieser Zusatzbau wurde im Jahr 1749 wegen Wetterschäden wieder entfernt.
Baupläne nach Julius Ludwig Rothweil
Der große Baukomplex, der das Hofgut sowie das Jagd- und Lustschloss einschließt, legt die militärische Herkunft von Rothweil dar. Insbesondere die Brüstungsmauer und Turmbauten der Pavillons, die festungsartig positioniert sind. Dennoch entsteht aufgrund des barocken Hauptgebäudes und der Gartenanlage der Eindruck einer Schlossanlage. Ebenso wirkt der zuvor landwirtschaftliche Hof durch die architektonische Gestaltung und Anordnung aller Gebäudekomplexe wie ein Schloss.

## Der Windhof im 20. Jahrhundert
Geschichte 1927 bis 1936
Der Windhof wurde um 1927 als Wohnheim einer Schule verwendet. Aufgrund der Verlegung einer Hochschule aus Frankfurt am Main nach Weilburg, begann von 1934 bis 1936 ein umfangreicher Umbau des Schlosses. Bei der Hochschule aus Frankfurt handelte es sich um die staatliche Institution zur Ausbildung von Volkhochschullehrern im nationalsozialistischen Deutschland. Für die umgesiedelte der Hochschule wurde unter der Leitung von Karl Grabenhorst und unter der Berücksichtigung des damaligen Denkmalschutzes Umbauten geplant, von denen allerdings nicht alles realisiert wurde. Erweitert wurde bis 1936 eine Mensa- und Küchengebäude sowie eine Turnhalle, die sich südwestlich des Hauptgebäudes befinden und zudem bis heute vorhanden sind. Auch wurde die gesamte bauliche Anlage zeitgerecht modernisiert. Hierbei wurde unter anderem neue Wasserleitungen, eine Schwerkraftheizung, eine mechanisch biologischer Kläranlage, Schiebefenster sowie WC-Anlagen eingefügt.
In den beiden Flügeln konnten zu Beginn um die 250 Studenten in Zweierzimmer wohnen. Um diese Zahl zu vergrößern wurden die Flügeln die zuvor zweistöckig waren, zu dreistöckigen Gebäudekomplexe umgebaut. Das Hauptgebäude wurde im Vergleich zu den Flügeln nur wenig verändert. Dieses wurde, abgesehen von einigen wenigen Studentenzimmern und einer neuen WC-Anlage, als Wohnraum für den Hausmeister benutzt.
Die Außen- und die Gartenräume wurden wiederhergestellt oder neu gestaltet. Nur die Teichanlage im Hof wurde aus Kostengründen nicht erneuert, dafür aber wurden Treppen hinzugefügt um es als Thingplatz zu benutzen. Die Umrisse der Teichanlage sind bis heute noch zu sehen.
Seit 1963 wird die gesamte Anlage von der Staatlichen Technikakademie Weilburg genutzt.
Heutige Nutzung

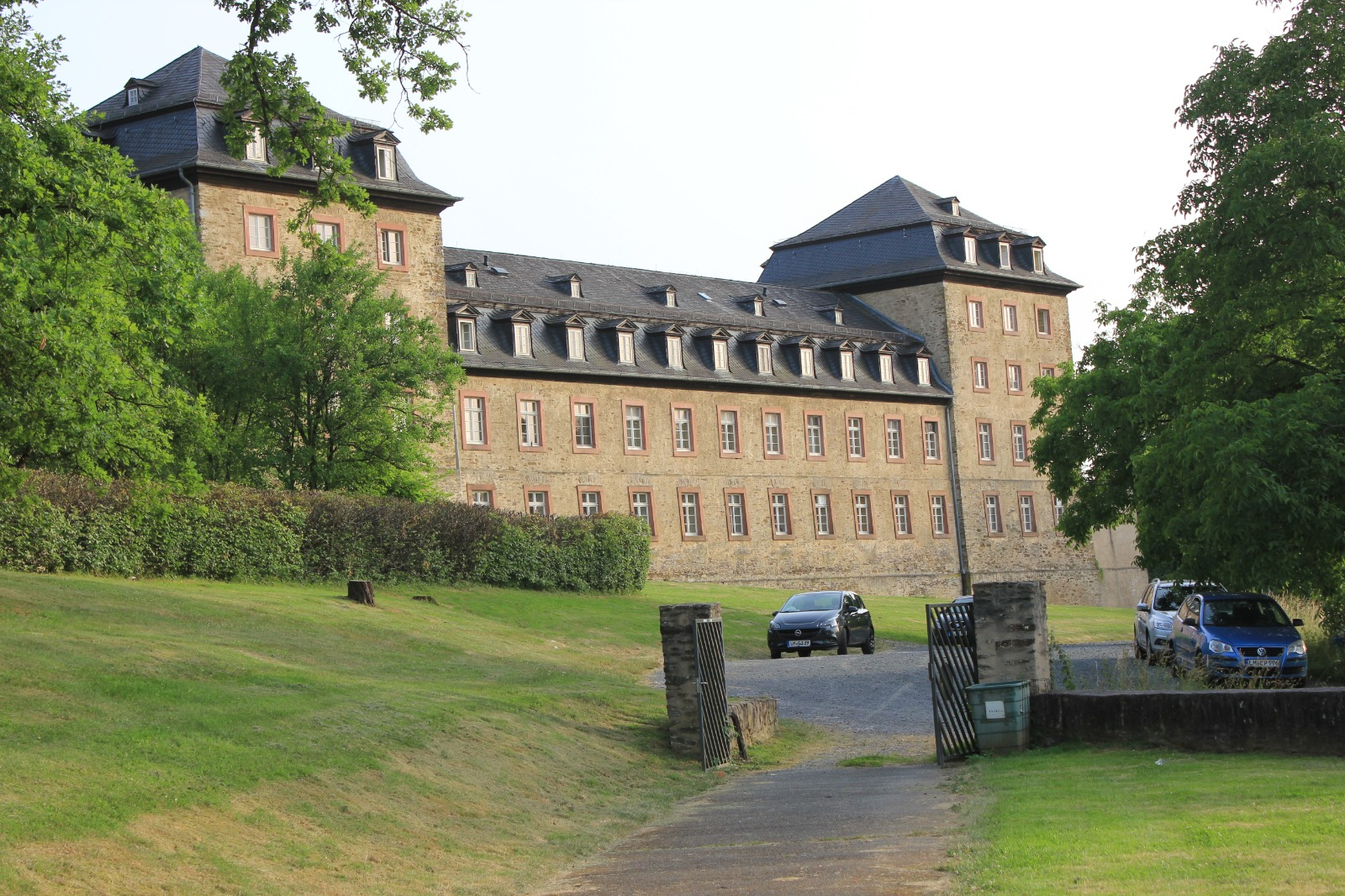
Windhof Weilburg, Perspektive Sportplatz

Heute wird der Gebäudekomplex als Wohnheim der staatlichen Fachschule Weilburg-Hadamar benutzt. Das Studierendenwohnheim verfügt über 145 Einzelzimmer. Auch verfügt es über eine eigene Mensa mit Küche und einer Sporthalle. Im Hauptgebäude befinden sich Lern- und Arbeitsräume. Leitspruch des heutigen Wohnheimes lautet folgend: „miteinander wohnen, miteinander lernen, miteinander leben!“

## Architektur des Schlosses und die Umgebung
Das Aussehen der gesamten Anlage orientiert sich an französischen Vorbildern wie Trianon und Versailles und hat somit einen barocken Stil. Das Schloss besteht aus einer U-förmigen Baugruppe, welche einen nach Westen offenen Hof umschließt. In der Mitte des Hofes befindet sich der Umriss einer Teichanlage. Zur Baugruppe gehören drei Gebäudeflügel. Dazu zählen das Herrenhaus sowie zwei anliegenden Seitenflügel.
Hauptgebäude
Das Hauptgebäude, auch heute noch das Herrenhaus genannt, ist ein rechteckiger Bau mit einem kreuzförmigen Grundriss. Im Erdgeschoss des Herrenhauses befindet sich ein Deckengemälde des Hofmalers Georg Friedrich Christian Seekatz d. Ä. Im 18. Jahrhundert war das Hauptgebäude von diversen Gärten und Lustgärten umgeben, welche nach einem Plan von Johann Michel errichten wurden.
Seitenflügel
Die seitlichen Flügel waren ursprünglich eingeschossig an dessen Ende jeweils ein zweigeschossiger Eckpavillon mit Mansardendächern standen. Während das Hauptgebäude bis heute unverändert blieb, wurden die seitlichen Gebäudeteile baufällig, welche dann im Jahr 1936 erneuert wurden. Dabei wurden die Seitenflügel abgerissen und im gleichen Stil des Hauptgebäudes, dreistöckig wieder aufgebaut. Durchgeführt wurde dies von dem damaligen Regierungsbaurat Karl Grabenhorst. Im Jahr 1968 sorgte ein Brand im nördlichen Seitenflügel für großen Schaden. Der beschädigte Gebäudekomplex wurde 1993 wieder errichtet.
Gartenanlage
Die Gartenanlage wurde vom Schlossgärtner Johann Michael Petri angelegt, der zudem für den Gartenbau des Schlosses Weilburg zuständig war. Die Anlage bestand ursprünglich aus drei verschiedenen Gärten, die zum Teil heute noch vorhanden sind. Einen Lustgarten, der unmittelbar am Gebäudekomplex angelegt wurde. Einen Irrgarten mit frei wachsenden Bäumen, der durchgezogen von labyrinthartigen Wegen war, welche mit Hecken aus Weißdorn und Hainbuche eingefasst sind. Einen Nutzgarten, für die Herstellung von höfischen Bedarfs.
In der Windhofgartenanlage befand sich zudem ein Weiher in einer achteckigen Form. In der Mitte des Weihers war eine Insel mit einem türkischen Lusthaus vorhanden, indessen sechs gerade und vier runde Betten standen. Im Jahr 1749 wurde dieses Haus wegen diverser Wetterschäden abgebrochen, lediglich die Teichanlage ist heute noch vorhanden. Der nördlich liegende Nutzgarten ist heute ein Sportplatz, dass für jeden öffentlich nutzbar ist und gerne von den naheliegenden Schulen benutzt wird.

## Denkmalschutz
Die Anlage gilt als „Sachgesamtheit Windhof“ ein eingetragenes Kulturdenkmal gemäß § 9 DSchG Hessen (Landesamt für Denkmalpflege Hessen, Objektnummer: 52465). dazu zählen das Herrenhaus, die Seitenflügel, die Hochschulbauten, die gesamte Gartenanlage sowie die Mauern um den heutigen Sportplatz.